# 艾因凱舍拉區 (烏姆布瓦吉省)

35°55′16″N 6°41′58″E / 35.92111°N 6.69944°E
艾因凱舍拉區（阿拉伯语：‎），是阿爾及利亞的行政區，位於該國東北部，由烏姆布瓦吉省負責管轄，首府設於艾因凱舍拉，面積402平方公里，2008年人口63,572，人口密度每平方公里158人。